# Scandalosa
Scandalosa è un singolo della cantautrice Italiana Myss Keta, pubblicato il 21 ottobre 2022 come secondo estratto dal terzo album in studio Club Topperia.

## Descrizione
La canzone vede la partecipazione della pornostar Malena. In merito al cameo Myss Keta ha dichiarato:

## Video musicale
Sebbene non sia stato realizzato alcun video ufficiale per il singolo, in concomitanza con l'uscita dell'album Club Topperia è stato reso disponibile un visual video attraverso il canale YouTube di Myss Keta. Il lancio del singolo inoltre è stato accompagnata da una diretta sul social network TikTok dove l'artista si toglie la maschera per rivelare delle protesi da suino.

## Tracce
Testi di Dario Pigato, Marianna Mammone, Myss Keta, Stefano Riva e Bilal Hassani, musiche di Dario Pigato, Myss Keta e Stefano Riva.
1. Scandalosa RMX (con Bilal Hassani) – 3:20